# El Carmen (Santa Cruz)
El Carmen – miasto w Boliwii, w departamencie Santa Cruz, w prowincji Andrés Ibáñez.